# Arikarornis
Arikarornis is een geslacht van uitgestorven gieren behorend tot de Gypaetinae dat leefde in het Mioceen in Noord-Amerika. De typesoort is Arikarornis macdonaldi

## Fossiele vondst
Van Arikarornis is een fossiele tibiotarsus gevonden in de Sharp's-formatie in de Amerikaanse staat South Dakota. De vondst dateert uit het Vroeg-Mioceen (NALMA Arikareean, circa 22 miljoen jaar geleden).